# Призма Вельд-Бланделла
Призма Вельд-Бланделла или WB 444 (музейный номер AN1923.444) — древняя керамическая призма, найденная во время экспедиции 1922 года (англ. Weld Blundell Expedition), возглавляемой английским археологом Гербертом Вельд-Бланделлом. Артефакт был передан в клинописную коллекцию музея Эшмола и по сей день там хранится. Самый большой сохранившийся список правителей Шумера и Аккада 3200-1800 годов до н. э.
Каждая из четырёх граней, высотой 20 см и шириной 9 см, содержит две колонки текста на шумерском языке. В центре призмы находится отверстие, куда мог вставляться стержень, чтобы призму можно было поворачивать и читать любую сторону. Текст был написан неизвестным писцом в городе Ларса в 1800 году до н. э.
Список правителей начинается с правления Алулима, с допотопных времен, и заканчивается Син-магиром, 14-м правителем династии Исина (1763—1753 годы до нашей эры). Многим, особенно допотопным царям, приписываются невероятно длинные сроки правления (считаемые в сарах и нерах), вследствие чего многие учёные считают это произведение скорее художественным, чем историческим.
В попытке объяснить такие крупные цифры строятся различные теории. Предполагается, что они выражают огромную важность правителей, считавшихся полубогами. Согласно другой версии, сар (3600 лет) и нер (600 лет), единицы измерения времени в шумерской системе счисления, должны восприниматься как годы и месяцы соответственно. Сроки правления после потопа начинают уменьшаться и приближаются к реалистичным, поэтому более правдивой кажется первая.
Писец мог преследовать политические цели, так как он ложно утверждает, что Вавилония во все времена была объединена под властью одного правителя. Призма на момент написания была способна узаконить политические амбиции правителя Ларсы.